# (223566) Petignat
(223566) Petignat est un astéroïde de la ceinture principale.

## Description
(223566) Petignat est un astéroïde de la ceinture principale. Il fut découvert le 22 mars 2004 à Vicques par Michel Ory. Il présente une orbite caractérisée par un demi-grand axe de 2,28 UA, une excentricité de 0,17 et une inclinaison de 2,1° par rapport à l'écliptique.

## Compléments